# Radomír Luža
Radomír Vaclav Luža (* 17. Oktober 1922 in Prag; † 26. November 2009 in Philadelphia) war ein tschechischer Historiker und Widerstandskämpfer gegen den Nationalsozialismus in der Tschechoslowakei.

## Jugend und Ausbildung
Radomír Luža wurde als Sohn des späteren tschechischen Armeegenerals Vojtěch Luža in der Štefánik-Kaserne in Prag geboren (heute Sitz des tschechischen Justizministeriums). Später zog die Familie nach Brünn, wo Radomír das Gymnasium besuchte. Nach der Zerschlagung der Tschechoslowakei 1939 durch Hitlerdeutschland wirkte der Vater in der Untergrundbewegung, unter anderem bei der Widerstandsgruppe Obrana národa. 1941, nachdem der Vater untertauchen musste, wurde der damals 19-jährige Radomír von der Gestapo inhaftiert. Nach seiner Freilassung schloss er sich ebenfalls dem tschechoslowakischen Widerstand an.
Nach dem Krieg begann er an der Masaryk-Universität in Brünn Rechtswissenschaft zu studieren und sich politisch zu engagieren. Aufgrund des Februarumsturzes musste er mit seiner Frau Libuše aus dem Land fliehen. Über Wien ging er zuerst nach Frankreich, wo er an der Sorbonne studierte. 1953 zog er in die USA, wo er europäische Geschichte an der New York University studierte und in der International Union of Socialist Youth engagiert war.

## Akademische Laufbahn und politisches Engagement
1960 kehrten die Lužas nach Europa zurück und Radomír Luža beschäftigte sich in Wien mit den Deutsch-Tschechischen Beziehungen während der Zeit des Nationalsozialismus und danach. Diese Studien waren Basis für sein 1964 erschienenes Buch. 1966 zogen die Lužas erneut in die USA.
1967 wurde Luža als Professor an die Tulane University in New Orleans berufen, wo er bis 1993 europäische und deutsche Geschichte lehrte. In vielen seiner Veröffentlichungen beschäftigte er sich mit dem Widerstand gegen den Nationalsozialismus, weshalb er auch eng mit dem Dokumentationsarchiv des österreichischen Widerstandes (DÖW) zusammenarbeitete. 
Nach der Samtenen Revolution engagierte sich Radomír Luža 1990 in der Neugründung der Tschechoslowakischen Sozialdemokratischen Partei.
Auf Einladung Václav Havels unterrichtete er auch an der Masaryk-Universität.
Nach Radomír Lužas Tod 2009 initiierte Günter Bischof den Radomír-Luža-Preis für Zentraleuropäische Geschichte, der 2012 zum ersten Mal vergeben wurde.

## Auszeichnungen
- Österreichisches Ehrenkreuz für Wissenschaft und Kunst I. Klasse[1]
- Tomáš-Garrigue-Masaryk-Orden 3. Klasse[2]

## Werke (Auswahl)
- The Transfer of the Sudeten Germans: A Study of the Czech-German Relations, 1933–1962. New York University Press, 1964, ISBN 978-0-8147-0269-7 (englisch).
- Österreich und die großdeutsche Idee in der NS-Zeit. Böhlau, Wien / Köln / Graz 1977, ISBN 978-3-205-07115-0.
- gemeinsam mit  Victor S. Mamatey: Geschichte der Tschechoslowakischen Republik, 1918–1948. Böhlau, Wien / Köln / Graz 1980.
- Der Widerstand in Österreich 1938–1945. Österreichischer Bundesverlag, Wien 1983, ISBN 3-215-05477-9.
- gemeinsam mit Christina Vella: The Hitler Kiss. A Memoir of the Czech Resistance. Louisiana State University Press, 2002, ISBN 978-0-8071-2781-0 (englisch).

## Belege
1. 1 2  Radomír Luža (1922 - 2009). DÖW, 2013, abgerufen am 6. Oktober 2017.
2. 1 2  Overview of the Radomír Luža papers. In: www.oac.cdlib.org. Abgerufen am 6. Oktober 2017 (englisch).
3. 1 2  Radomír Luža. In: www.austrianresistance.org. Abgerufen am 6. Oktober 2017 (englisch).
4. ↑  Radomír-Luža-Preis. DÖW, 2013, abgerufen am 6. Oktober 2017.

| Personendaten    | Personendaten                                          |
| ---------------- | ------------------------------------------------------ |
| NAME             | Luža, Radomír                                          |
| ALTERNATIVNAMEN  | Luža, Radomír Vaclav (vollständiger Name)              |
| KURZBESCHREIBUNG | tschechoslowakischer Historiker und Widerstandskämpfer |
| GEBURTSDATUM     | 17. Oktober 1922                                       |
| GEBURTSORT       | Prag                                                   |
| STERBEDATUM      | 26. November 2009                                      |
| STERBEORT        | Philadelphia, Vereinigte Staaten                       |